# Blaine Denning
Blaine Denning (Fulton, Kentucky; 19 de septiembre de 1930 - Detroit, Míchigan; 25 de enero de 2016) fue un jugador de baloncesto estadounidense que disputó un partido en la NBA, además de jugar en los Harlem Globetrotters. Con 1,88 metros de estatura, jugaba en la posición de base.

## Trayectoria deportiva

### Universidad
Jugó durante tres temporadas en los Universidad de Lawrence Tech de la Universidad de Lawrence Tech, donde fue el máximo anotador del equipo en la temporada 50-51, con 349 puntos.´Su camiseta con el número 14 fue retirada en 2012. Es el único jugador de dicha institución en llagar a jugar en la NBA.

### Profesional
Al término de su trayectoria universitaria fichó por los Harlem Globetrotters, siendo elegido poco después en el Draft de la NBA de 1952 por Baltimore Bullets, con los que únicamente disputó un partido, en el que logró 5 puntos y 4 rebotes.

## Estadísticas de su carrera en la NBA

### Temporada regular
| Temporada | Edad | Equipo            | Liga | Pos. | P | TIT | MIN | TC  | TCA | %TC  | 3P | 3PA | %3P | TL  | TLA | %TL   | R.OF. | R.DEF. | REB | ASIS | ROB | TAP | PER | FP  | PTS |
| 1952-53   | 22   | Baltimore Bullets | NBA  |      | 1 |     | 9.0 | 2.0 | 5.0 | .400 |    |     |     | 1.0 | 1.0 | 1.000 |       |        | 4.0 | 0.0  |     |     |     | 3.0 | 5.0 |
| Total     |      |                   | NBA  |      | 1 |     | 9.0 | 2.0 | 5.0 | .400 |    |     |     | 1.0 | 1.0 | 1.000 |       |        | 4.0 | 0.0  |     |     |     | 3.0 | 5.0 |